# 呂君昌
呂 君昌（リュウ・ジュンチャン、リュイ・チュンチャン、Lü Junchang、1965年 - 2018年10月9日）は、中華人民共和国の古生物学者。中国共産党員、中国地質科学院地質研究所研究員、アジア恐竜協会副事務局長。対象とする分類群は恐竜や翼竜であり、オヴィラプトロサウルス類のフアナンサウルスやコリトラプトル、ドロマエオサウルス科のチェンユアンロングをはじめ複数の属を記載しているほか、中国以外のアジア各地でも発掘調査に参加した。2018年没。享年53歳。

## 来歴
1965年に生まれる。1989年に蘭州大学地質科学院で地質学の学士号を取得し、2000年に中国科学院古脊椎動物古人類学研究所で修士号を取得。その後はサザンメソジスト大学地球科学科に進学して2004年に博士号を取得。後に日本の恐竜研究者となる小林快次も同時期にサザンメソジスト大学に留学しており、呂は小林との親交を持ち、また共にルイス・L・ジェイコブスに師事した。2004年7月から中国地質科学院地質研究所に所属し、ポスドク、副研究員、研究員を歴任。晩年まで博士課程学生の指導を担当した。2018年10月に北京で病死。
呂は日本の研究機関にも所属した。北海道大学総合博物館では2006年10月23日から2007年1月15日まで特任助教授、東北大学総合学術博物館では2012年2月から3月まで客員教授を務めた。福井県立恐竜博物館でも客員研究員に任命され、講演をはじめとする普及活動に務めた。

## 研究
主な研究対象は恐竜（ティタノサウルス形類竜脚類や小型獣脚類）と翼竜であり、アジアを対象地域としたフィールドワークを実施し、対象分類群の形態や系統学的研究を進めていた。例として遼寧省・河南省・新疆ウイグル自治区、台湾、カナダ、アメリカ合衆国、イギリス、モンゴル国、大韓民国、日本、タイ王国など10を超える国と地域でフィールドワークを実施し、またこれらの国々の国際協力プログラムにも多数参加した。福井県立恐竜博物館との共同研究では、中国・山西省や浙江省、日本・福井県勝山市での調査に協力した。
以下、呂が命名した主な属種を以下に挙げる。
- フアンヘティタン・ルヤンゲンシス（2007年） - 中国・河南省洛陽市汝陽県で呂が1993年に化石を発見、その後論文化[2]。
- ダルウィノプテルス（2009年）[11][12]
- キアンゾウサウルス（2014年） - アリオラムスを研究していたスティーヴン・ブルサッテとの共同研究[13]。
- チェンユアンロング（2015年） - ブルサッテとの共同研究[5]。
- フアナンサウルス（2015年） - 小林快次らとの共同研究[9]。
- トンティアンロン（2016年） - ブルサッテとの共同研究[14]。
- コリトラプトル（2017年） - 種小名はルイス・L・ジェイコブスへの献名、また小林らとの共同研究[15]。

また翼竜ダルウィノプテルスに関して、呂は卵化石を保存した個体を発見し、個体の形態差から性的二形を報告している。